# Ángel Rodado Jareño
Ángel Rodado Jareño (Palma de Mallorca, 7 de marzo de 1997), más conocido como Ángel Rodado, es un futbolista español que juega de delantero en las filas del Wisła Cracovia de la I Liga de Polonia.

## Trayectoria
Es un jugador nacido en Palma de Mallorca, hijo de uno de los árbitros de baleares en la década de los 90 y 2000 en Segunda B y Segunda División, que juega en la posición de delantero y se formó en el fútbol base del R. C. D. Mallorca, con el que llegó a debutar con el filial en la temporada 2016-17.
En la temporada 2017-18 solía alternar el primer equipo y su filial, cuando el primer equipo jugaba en la Segunda División B a las órdenes de Vicente Moreno.
El 16 de agosto de 2018 se unió a la U. D. Ibiza. Empezó el año 2021 anotando dos goles en los dos primeros encuentros, uno de ellos en el partido de Copa del Rey ante el R. C. Celta de Vigo.
El 23 de mayo de 2021 logró el ascenso a la Segunda División, tras vencer en la final del play-off de ascenso al UCAM Murcia C. F. en el Nuevo Vivero. Llegó a debutar en la categoría de plata del fútbol español antes de ser cedido el 30 de agosto al F. C. Barcelona "B" para competir en la Primera División RFEF. Tras esta cesión volvió a Ibiza antes de ser traspasado en agosto de 2022 al Wisła Cracovia polaco.

## Clubes
| Club                         | País    | Año       |
| ---------------------------- | ------- | --------- |
| R. C. D. Mallorca "B"        | España  | 2016-2018 |
| U. D. Ibiza                  | España  | 2018-2022 |
| F. C. Barcelona "B" (cedido) | España  | 2021-2022 |
| Wisła Cracovia               | Polonia | 2022-     |

## Palmarés

### Títulos nacionales
| Título          | Club           | País    | Año  |
| --------------- | -------------- | ------- | ---- |
| Copa de Polonia | Wisła Cracovia | Polonia | 2024 |